# Semir Osmanagić

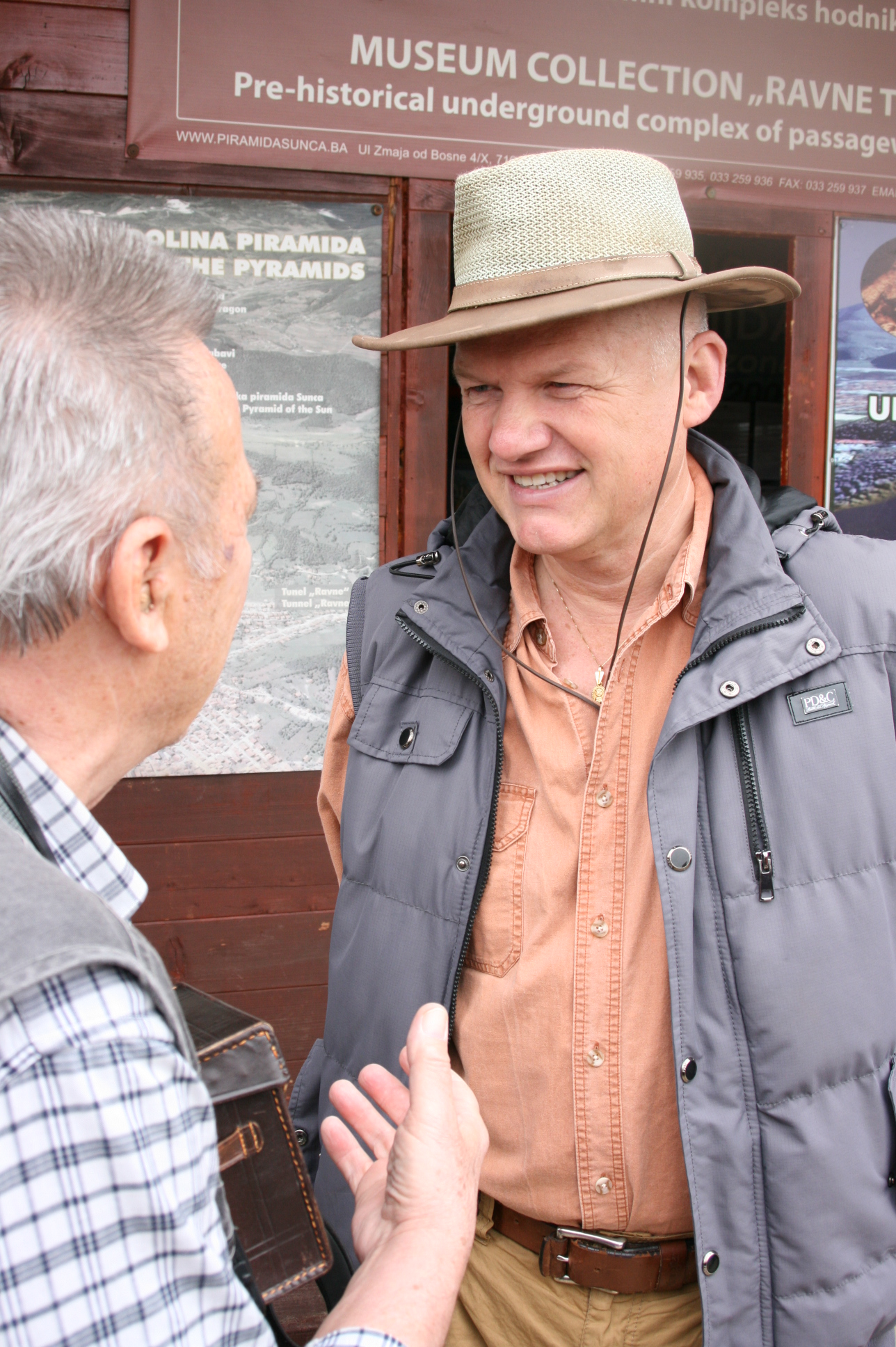
Semir Osmanagić (2014)

Semir Osmanagić (auch bekannt als Sam Osmanagich; * 1. Juni 1960 in Zenica, Jugoslawien) ist ein bosnischer Bauunternehmer und Autor pseudowissenschaftlicher Werke. Er ist als Amateurarchäologe tätig und nimmt als solcher für sich in Anspruch, Pyramiden in Bosnien-Herzegowina entdeckt zu haben.

## Leben
Osmanagić wurde im bosnischen Zenica geboren, damals Teil der Sozialistischen Föderativen Republik Jugoslawien. Kindheit und Jugend verbrachte er in Sarajevo. Er arbeitete sich hoch zum Geschäftsführer des Industrieunternehmens Met Company, das seit 1995 auch in den USA, Houston, tätig ist.
Im April 2005 begann Osmanagić auf dem 767 Meter hohen pyramidenförmigen Berg Visočica in Mittelbosnien mit Ausgrabungen. Der Hobbyarchäologe veröffentlichte daraufhin ein Buch, in dem er die Behauptung aufstellte, der Berg Visočica beherberge, nach angeblich zustimmenden Meinungen hochangesehener Historiker und Archäologen, eine verschüttete und zugewachsene Pyramide im Innern. Osmanagić fügte hinzu, dass es sich um eine von insgesamt fünf antiken Pyramiden enormer Ausmaße samt einem umfangreichen Tunnelsystem handle. Er nannte die seltsam geformten Berge bosnische Pyramiden und gründete die gemeinnützige Stiftung Archaeological Park: Bosnian Pyramid of the Sun, um Spenden zugunsten der Bekräftigung seiner Theorie zu sammeln. Osmanagić ist der Überzeugung, dass die Pyramiden, sobald sie freigelegt wären, von der UNESCO in die Liste des Weltkulturerbes aufgenommen würden. Allerdings gibt es auch nach über zehn Jahren seit der Aufstellung seiner Thesen keinen wissenschaftlichen Beleg dafür.
Mehrmals sah sich der Forscher heftiger Kritik ausgesetzt. Als eine der größten Kritiken ist wohl die Tatsache zu betrachten, dass einige von Osmanagić namentlich erwähnte Archäologen, die bei Ausgrabungen und der Bestärkung seiner Theorie mitgewirkt haben sollen, nie in Visoko gewesen sein wollen. Zudem machte er sich durch seinen Glauben an göttliche Energien im Inneren der angeblichen Pyramiden sowie durch seine pseudowissenschaftlichen Ansichten in Bezug auf die Mythologie der Maya oder die Legende von Lemuria unglaubwürdig.  
Osmanagić lebt in Houston, Texas, wo er als Bauunternehmer tätig ist. Er ist verheiratet und hat einen Sohn.

## Schriften
- Semir Osmanagić: Alternativna historija. Osmanagić, Sarajevo 2004, ISBN 9958-41-090-7.
- Semir Osmanagić: Svijet Maja : alternativna historija. Svjetlost, Sarajevo 2004, ISBN 9958-10-654-X.
- Semir Osmanagić: Bosanska piramida Sunca. 2. Aufl. Klepsidra, Sarajevo 2005, ISBN 9958-9372-0-4.
- Semir Osmanagić: Kosmička misija Maja. Šahinpašić, Sarajevo 2005, ISBN 9958-41-115-6.
- Semir Osmanagić: Misteria Anasazija. Šahinpašić, Sarajevo 2005, ISBN 9958-41-116-4.
- Semir Osmanagić: Civilizacije prije početka "zvanične" historije. Šahinpašić, Sarajevo 2005, ISBN 9958-41-117-2.
- Sam Osmanagich: The world of the Maya. Gorgias Press, Euphrates 2005, ISBN 1-59333-274-2.
- Semir Osmanagić: Bosanska dolina piramida. Naučna argumentacija za postojanje prvog Evropskog piramidalnog kompleksa. Mauna-Fe, Sarajevo 2006, ISBN 9958-9252-1-4.
- Semir Osmanagić, Rita Mills: Pyramids around the world & lost pyramids of Bosnia. Archeological Park Bosnian Pyramid of the Sun Foundation, Sarajevo 2012. Deutsche Ausgabe: Sam Osmanagich: Die Pyramiden von Bosnien & auf der ganzen Welt. Warum wir unsere Geschichtsschreibung ändern müssen. AMRA, Hanau 2014, ISBN 978-3-95447-160-7.
- Sam Osmanagich: Das Geheimnis der Anasazi: Eine technische Hochkultur, die nach 300 Jahren so plötzlich verschwand, wie sie aufgetaucht war. AMRA, Hanau 2015, ISBN 978-3-95447-158-4.
- Sam Osmanagich: Licht auf die Vergangenheit: Channelmedien enthüllen die wahren Ursprünge prähistorischer Anlagen. AMRA. Hanau 2019, ISBN 978-3-95447-203-1.